# 리카르도 로드리게스 (축구 선수)
리카르도 이반 로드리게스 아라야(스페인어: Ricardo Iván Rodríguez Araya, 1992년 8월 25일 ~ )는 스위스의 축구 선수로 현재 스페인 라리가의 레알 베티스에서 레프트백으로 활약하고 있으며 스페인과 칠레 국적 보유자이자 FIFA 센추리클럽에 가입되어 있는 7명의 스위스 선수 중 한명이다.

## 어린 시절
1992년 8월 25일 스위스 취리히에서 스페인 출신 아버지와 칠레 출신 어머니 사이에서 태어나 2001년 FC 슈바멘딩겐에서 처음 축구를 시작한 뒤 2002년부터 2010년까지 FC 취리히 유스팀에서 활동했다. 

## 클럽 경력

### FC 취리히
취리히 유스팀에서의 재능을 인정받아 16세의 나이에 1군에 콜업된 뒤 2009-10 시즌 막바지 무렵에 1군 공식 경기에 처음으로 모습을 드러낸 이후 2시즌반동안 공식전 46경기 2골을 기록하며 2010-11 시즌 스위스 슈퍼리그 준우승에 기여했다.

### VfL 볼프스부르크
2011-12 시즌 겨울 이적 시장을 통해 독일 분데스리가의 VfL 볼프스부르크와 4년반 계약을 체결한 뒤 2016-17 시즌까지 공식전 184경기 22골로 2시즌 연속 DFB-포칼 4강(2012-13, 2013-14), 분데스리가 2014-15 준우승, DFB-포칼 2014-15 우승, 2014-15년 UEFA 유로파리그 8강, DFL-슈퍼컵 2015 우승, 2015-16년 UEFA 챔피언스리그 8강 등에 기여하며 볼프스부르크의 핵심 수비수로 맹활약을 펼쳤다.

### AC 밀란
2016-17 시즌 이후 이탈리아 세리에 A의 AC 밀란으로 이적하여 2시즌동안 공식전 86경기 4골로 코파 이탈리아 2017-18 준우승, 코파 이탈리아 2018-19 4강, 수페르코파 이탈리아나 2018 준우승에 기여했지만 2019-20 시즌에는 레알 마드리드에서 이적한 테오 에르난데스에 밀려 5경기 출전에 그쳤고 결국 2019-20 시즌 겨울 이적 시장을 통해 네덜란드 에레디비시의 PSV 에인트호번으로 이적했지만 리그 6경기 출전에 머물렀다.

### 토리노 FC
2020-21 시즌을 앞두고 AC 밀란과 결별한 이후 같은 세리에 A팀인 토리노 FC로 완전 이적을 확정지은 뒤 2023-24 시즌까지 공식전 129경기 1골로 활약했지만 팀은 코파 이탈리아 2022-23 8강 이외에는 이렇다할 성과를 올리지 못했다.

### 레알 베티스
2023-24 시즌을 마친 이후 스페인 라리가의 레알 베티스 이적을 통해 아버지의 모국인 스페인 리그에 첫 발을 내딛었다.

## 국가대표팀 경력

### 스위스 청소년 대표팀
2009년부터 2012년까지 스위스 연령별 청소년 대표팀에서 33경기 12골의 준수한 성적을 기록했고 특히 스위스 U-17 대표팀 소속으로 5경기 3골을 터뜨리며 2009년 FIFA U-17 월드컵 우승의 주역으로 활약했으며 스위스 올림픽 대표팀의 일원으로 2012년 하계 올림픽에 출전했으나 팀은 1무 2패·B조 최하위로 대회를 조기에 마감했다.

### 스위스 A대표팀
2011년 10월 7일 웨일스와의 UEFA 유로 2012 예선 G조 7차전에서 스위스 A대표팀에서의 국제 A매치 데뷔전을 치렀고 그 후 2014년 FIFA 월드컵 본선에 출전하여 에콰도르와의 E조 조별리그 개막전에서 2어시스트를 기록하며 팀의 8년만의 월드컵 16강 진출의 물꼬를 틀었다.
그 후 2016년 10월 7일 헝가리와의 2018년 FIFA 월드컵 유럽 지역 예선 B조 2차전에서 A매치 데뷔골을 터뜨리며 팀의 3-2 승리를 이끌었고 2017년 9월 3일 라트비아와의 8차전에서 개인 A매치 2번째 골을 기록하며 3-0 완승에 기여했음에도 팀은 최종전에서 포르투갈에 0-2로 패하며 다 잡았던 월드컵 본선 직행권을 놓쳤다.
이후 북아일랜드와의 2018년 FIFA 월드컵 유럽 지역 예선 플레이오프 1차전에서 선제골이자 결승골을 터뜨리며 스위스의 4회 연속 월드컵 본선행을 이끈 뒤 2018년 FIFA 월드컵 본선에서도 4경기에 출전하며 팀의 2회 연속 월드컵 16강 진출에 기여했다.
그리고 코로나19 범유행으로 1년 연기된 UEFA 유로 2020 본선 5경기에 출전하며 자국에서 열렸던 1954년 FIFA 월드컵 이후 무려 67년만의 스위스의 메이저 대회 8강 진출이자 사상 첫 유로 대회 8강 진출을 이끌었고 2022년 9월 27일 체코와의 2022-23년 UEFA 네이션스리그 A 2조 최종전 홈 경기에서 개인 통산 100번째 경기에 출전하며 FIFA 센추리클럽 가입을 이뤄냈다.
그로부터 2개월 뒤에 열린 2022년 FIFA 월드컵에서도 4경기에 출전하며 3회 연속 16강 진출을 이끌었음에도 불구하고 H조 조별리그 최종전에서 대한민국에 일격을 당했던 포르투갈과의 16강전에서 상대팀인 곤살루 하무스에 해트트릭을 얻어맞고 1-6의 참패를 당하기도 했지만 2년 후 열린 UEFA 유로 2024 본선에서는 스위스의 2회 연속 유로 대회 8강 진출에 이바지했다.

## 대회 성적

### 클럽
FC 취리히
- 스위스 슈퍼리그 : 준우승 (2010-11)

 VfL 볼프스부르크
- 독일 분데스리가 : 준우승 (2014-15)
- DFB-포칼 : 우승 (2014-15), 4강 (2012-13, 2013-14)
- DFL-슈퍼컵 : 우승 (2015)

 AC 밀란
- 코파 이탈리아 : 준우승 (2017-18), 4강 (2018-19)
- 수페르코파 이탈리아나 : 준우승 (2018)

 레알 베티스
- UEFA 컨퍼런스리그 : 준우승 (2024-25)

### 국가대표팀
스위스 U-17
- FIFA U-17 월드컵 : 우승 (2009)

### 개인 수상
- FC 취리히 팬 선정 올해의 선수 : 2011-12
- 스위스 올해의 선수 : 2014
- VfL 볼프스부르크 올해의 선수 : 2013-14